# Muhlenbergia richardsonis
Muhlenbergia richardsonis là một loài thực vật có hoa trong họ Hòa thảo. Loài này được (Trin.) Rydb. mô tả khoa học đầu tiên năm 1905.

## Hình ảnh

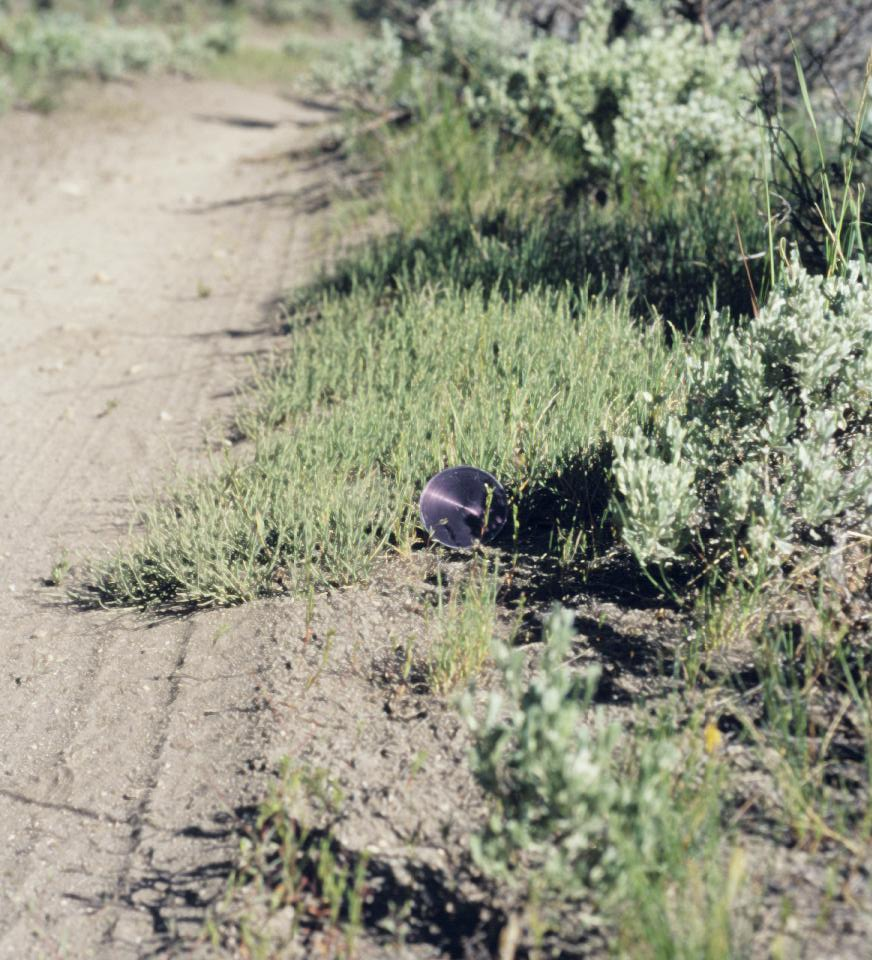
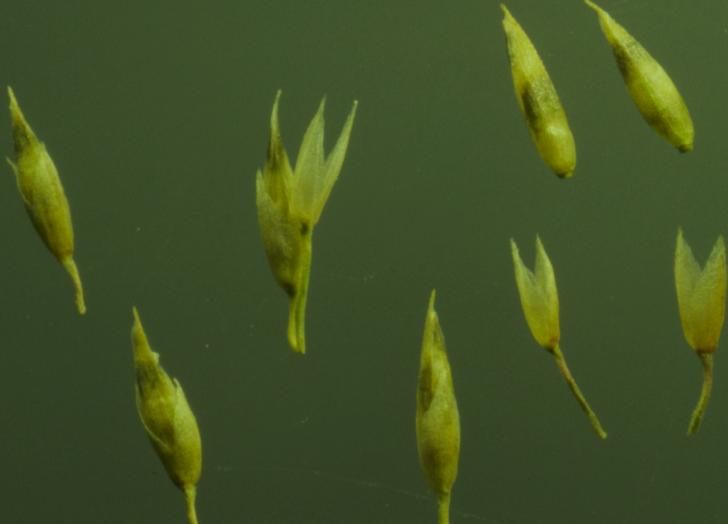
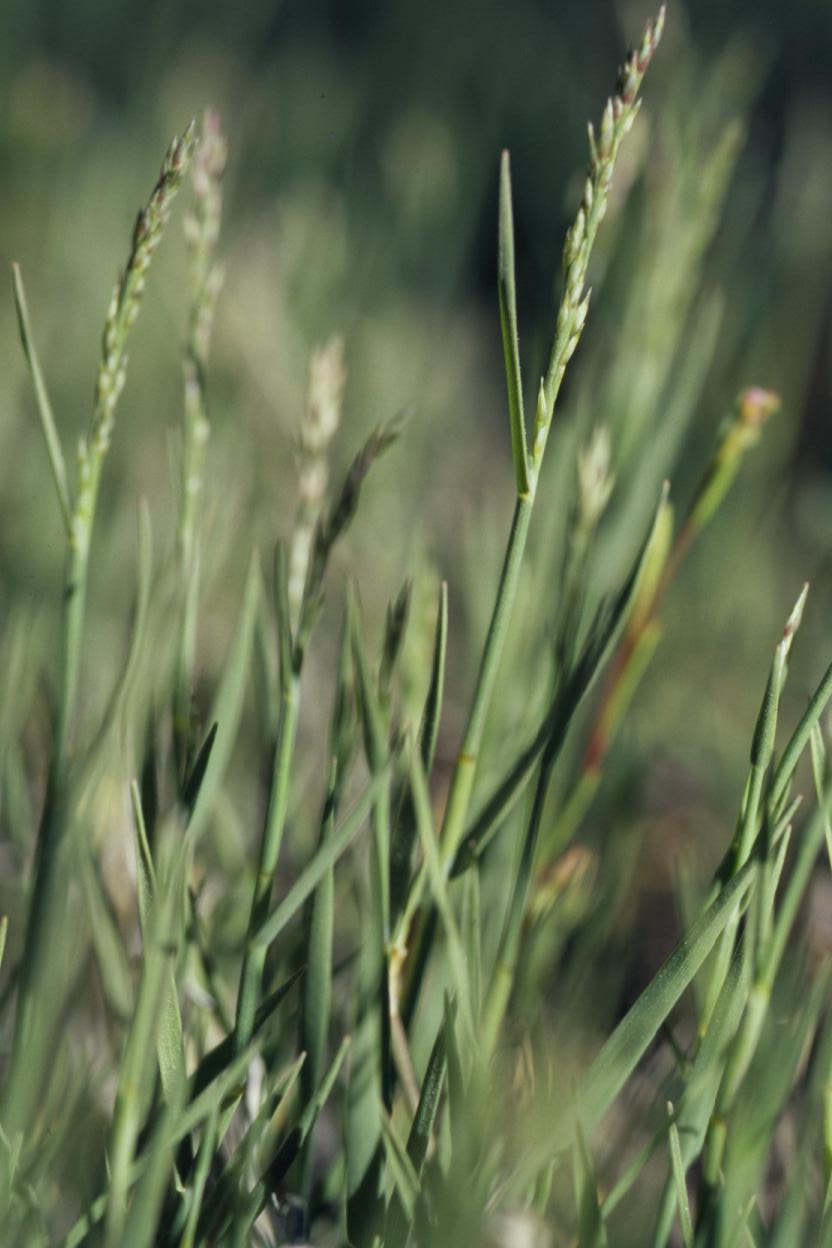
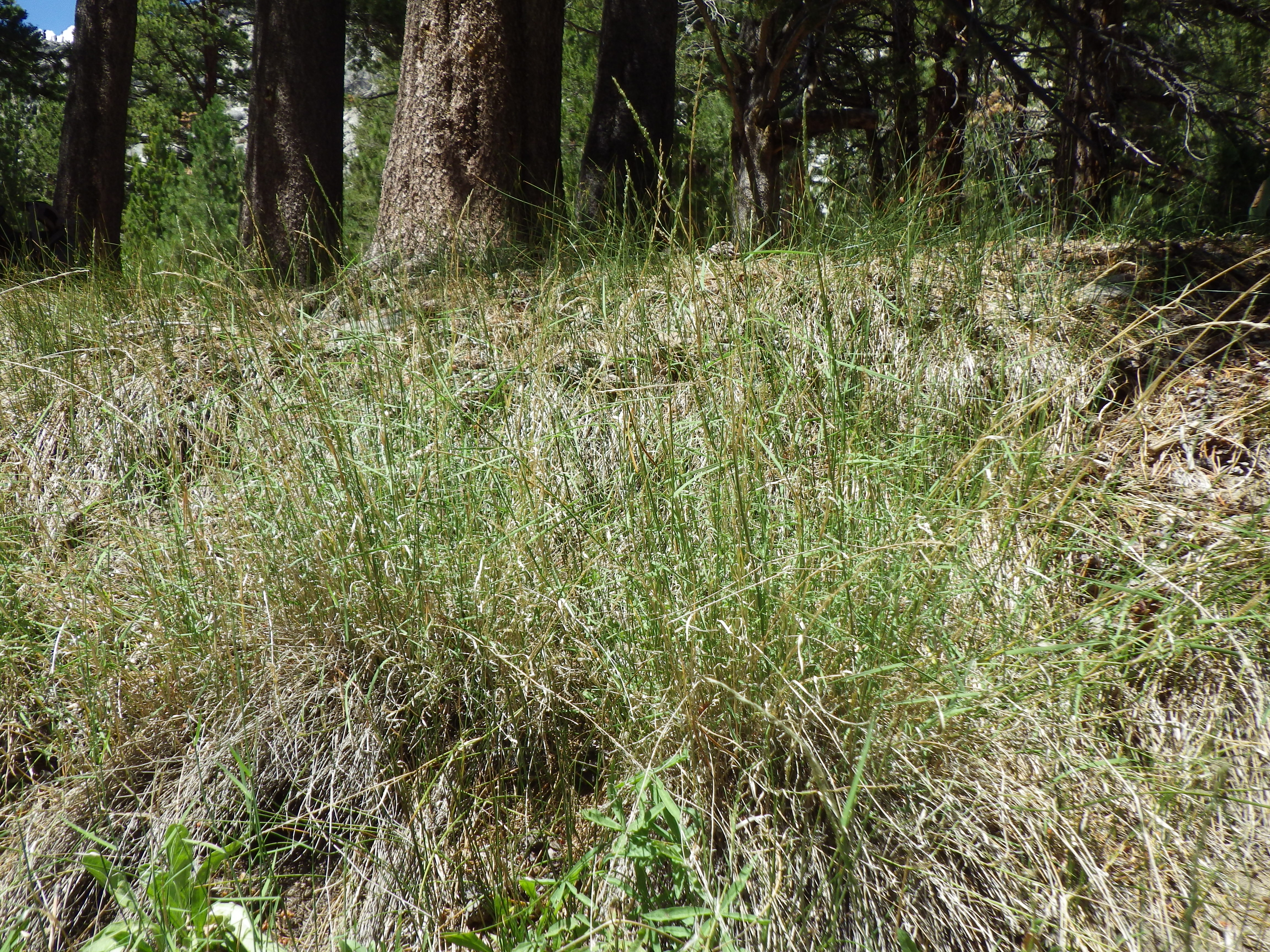